# A telihold dalai
A telihold dalai Cseh Tamás 1997-ben kiadott CD-je, a dalszövegeket ennél az albumnál is Bereményi Géza írta. Ezek adják Bereményi A telihold dalai című 1997-es kötetének gerincét.

## Az album dalai
Az összes dalszöveg szerzője Bereményi Géza; az összes szám szerzője Cseh Tamás.
| 1.    | Ima                   |  |
| 2.    | A telihold dala       |  |
| 3.    | A képek dala          |  |
| 4.    | Demokrácia            |  |
| 5.    | A Parkett Ördöge      |  |
| 6.    | Volt egy időszak...   |  |
| 7.    | Holdkalap             |  |
| 8.    | Tóth Mariann          |  |
| 9.    | A fiú dala            |  |
| 10.   | Pénzügyesek           |  |
| 11.   | Szerelmes dal         |  |
| 12.   | Ismeretelméleti tétel |  |
| 13.   | Kék páviánok          |  |
| 14.   | Széna tér             |  |
| 15.   | Mélyduma keringő      |  |
| 16.   | Sámándal              |  |
| 17.   | Népdal IV.            |  |
| 18.   | Ágyő                  |  |
| 68:06 |                       |  |

## Közreműködők
- Ének, gitár: Cseh Tamás

## Külső linkek
- a lemez Cseh Tamás hivatalos honlapján